# Ron Holland
Ronald "Ron" Dewayne Holland II (Duncanville, 7 de julho de 2005) é um jogador norte-americano de basquete profissional que atualmente joga no Detroit Pistons da National Basketball Association (NBA).
Após jogar na G-League, ele foi selecionado pelos Pistons como a 5º escolha geral no draft da NBA de 2024.

## Início da vida e carreira no ensino médio
Holland cresceu em Duncanville, Texas, e estudou na Duncanville High School.
Como calouro, Holland teve médias de 4,5 pontos, 3,5 rebotes e 0,5 assistências. A escola venceu o campeonato estadual, o primeiro desde 2007. Em seu segundo ano, ele deu um salto nas estatísticas e teve médias de 13,8 pontos e 10,1 rebotes, levando Duncanville a vencer um segundo campeonato estadual consecutivo.
Em seu terceiro ano, Holland levou Duncanville a um recorde de 35-1 e um terceiro título estadual consecutivo com médias de 15,9 pontos, 7,9 rebotes, 2,9 assistências e dois roubos de bola. No último ano, Holland teve médias de 20,3 pontos, 10,1 rebotes, 2,4 assistências e dois roubos de bola com 54,4% de aproveitamento nos arremessos de quadra e 79,3% na linha de lance livre.
Holland acumulou mais de 1.500 pontos e 900 rebotes durante seus quatro anos em Duncanville, ajudando a equipe a terminarem classificados nacionalmente em todas as quatro temporadas com dois títulos estaduais.

### Recrutamento
Holland foi um recruta de cinco estrelas de consenso e um dos melhores jogadores da classe de 2023, de acordo com os principais serviços de recrutamento. Ele é classificado como o melhor recruta do estado do Texas. Em 5 de novembro de 2022, Holland se comprometeu a jogar basquete universitário pela Universidade do Texas em Austin. Ele inicialmente reafirmou seu compromisso depois que o técnico principal do Texas, Chris Beard, foi demitido em janeiro de 2023. No entanto, Holland posteriormente solicitou uma liberação em 28 de abril de 2023. Pouco depois de ser liberado, ele anunciou que deixaria de jogar basquete universitário e, em vez disso, jogaria profissionalmente pela NBA G League Ignite.

## Carreira profissional

### NBA G League Ignite (2023–2024)
Em 20 de junho de 2023, Holland assinou um contrato para se juntar ao NBA G League Ignite da G-League. Em 31 de janeiro de 2024, em um jogo contra o Iowa Wolves, ele sofreu uma ruptura no tendão do polegar direito e passou por uma cirurgia que terminou sua temporada. Holland teve médias de 18,5 pontos, 6,7 rebotes, 2,8 assistências e 2,1 roubos de bola em 29 jogos disputados. Após a temporada, ele entrou no draft da NBA de 2024.

### Detroit Pistons (2024–Presente)
Holland foi selecionado pelo Detroit Pistons como a quinta escolha geral no draft da NBA de 2024 e em 6 de julho, ele assinou um contrato de 4 anos e US$37.4 milhões com os Pistons.
Em 23 de outubro de 2024, Holland fez sua estreia na NBA em uma derrota por 115–109 para o Indiana Pacers e marcou 6 pontos.

## Estatísticas da carreira
| Ano     | Equipe       | PJ | PT | MPJ  | AP   | 3P   | LL   | RT  | AS  | BR  | TO  | PPJ  |
| ------- | ------------ | -- | -- | ---- | ---- | ---- | ---- | --- | --- | --- | --- | ---- |
| 2023–24 | NBA G League | 15 | 14 | 30.3 | .474 | .239 | .682 | 6.7 | 2.8 | 2.1 | 1.1 | 18.5 |

Fonte: